# ۱۲۸۰ (قمری)
۱۲۸۰ (قمری)، هزار و دویست و هشتادمین سال در گاهشماری هجری قمری اسلامی است. اول محرم این سال برابر با هجدهم ژوئن سال ۱۸۶۳ میلادی است.

## زادگان
- شیخ خزعل : فرمانروای محمره(خرمشهر) در زمان احمدشاه قاجار .

## وابسته
- ناظم‌الاسلام کرمانی